# Bolswardertrekvaart
De Bolswardertrekvaart (Fries en officieel: Boalserter Feart) is een kanaal en voormalige trekvaart in de Nederlandse provincie Friesland.
De Bolswardertrekvaart begint bij de Stadsgracht in Bolsward en loopt van daaruit naar het noordoosten in de richting Leeuwarden, om via Burgwerd, Wommels en Oosterlittens (waar hij de Franekervaart kruist) uiteindelijk tussen Dronrijp en Blessum op het Van Harinxmakanaal uit te komen. De trekvaart werd in 1638 aangelegd op kosten van de stad Bolsward, door een aantal reeds bestaande wateren met elkaar te verbinden. Hij is ongeveer 22 km lang.